# Stefanus Jacobus van Langen
Stephen van Langen ou Stefanus Jacobus van Langen, né le 2 avril 1758 à Leyde et mort le 27 mars 1847 à Bréda, est un homme politique néerlandais.

## Biographie
Van Langen est issu d'un famille de drapiers et de teinturiers de Leyde, Van Langen soutient les patriotes bataves et entre au vroedschap de la ville en 1781. Toutefois, en tant que catholique, il reste exclu des responsabilités politiques. Sa carrière s'ouvre avec la Révolution batave de 1795.
Il devient membre de la municipalité provisoire de Leyde dès le 19 janvier 1795. Le 3 août, il intègre la commission hollandaise charger de juger la conduite politique et financières de la précédente administration. Le 27 janvier 1796, Van Langen est élu député de Noordwijk à la première Assemblée nationale batave. Il siège du côté des unitaristes radicaux, conduits par Pieter Vreede et  Johan Valckenaer. Le 1er août 1797, il rédige avec onze autres députés – dont Pieter Vreede, Coert Lambertus van Beyma ou Lambertus Christoffel Vonk – une déclaration appelant à voter contre le projet de constitution proposé par référendum le 8 août. Réélu, il préside l'assemblée du 27 novembre au 11 décembre 1797.
À partir du mois de décembre, il rédige plusieurs articles d'un projet de constitution unitariste présenté par Vreede à l'ambassadeur français Charles Delacroix le 9 janvier 1798 et participe activement au coup d'État unitariste du 22 janvier. Le 25 janvier, Van Langen est choisi pour être l'un des cinq nouveaux directeurs, avec Vreede, Wijbo Fijnje, Berend Wildrik et Johan Pieter Fokker, et prend en charge les Relations extérieures. Quelques jours plus tard, son envoyé rencontre le secrétaire du directeur français Paul Barras, qui accepte le coup d'État contre la somme de 300 000 florins et la fourniture du drap pour les uniformes des soldats français stationnés sur le territoire de la République batave, drap qui sera notamment directement acheté aux drapiers que sont Vreede et Van Langen. 
Pendant cinq mois, Van Langen amasse une fortune, puisant dans les caisses de la République batave ou de la Compagnie des Indes orientales. Cependant, le Directoire s'est rendu très impopulaire lorsqu'il a notamment voulu imposer un décret assurant la réélection des députés sortants et il est renversé le 12 juin par un coup d'État conduit par le général Daendels, qui avait pourtant participé activement à la prise du pouvoir par les unitaristes en janvier. Van Langen est emprisonné et est libéré le 19 décembre. Complètement ruiné, Louis Bonaparte lui octroie une rente qui lui est versée jusqu'à sa mort.